# Neyrac-les-Bains
Ne doit pas être confondu avec Nérac ou Néris-les-Bains.
Neyrac-les-Bains est une station thermale située à 390 m d'altitude, rattachée à la commune de Meyras dans le département français de l'Ardèche à l'ouest de la commune de Pont-de-Labeaume. 
Il s'agit de l'une des trois stations thermales du département de l'Ardèche, l'établissement étant installé dans la vallée de l'Ardèche, au pied du volcan du Souilhol.

## Histoire
Neyrac est, à l'origine, un hameau à l’écart du centre du village ardéchois de Meyras. Les thermes furent créées durant l'Antiquité en 121 av. J.-C. et les Romains furent les premiers à bénéficier des eaux afin de soigner les maladies de peau et les rhumatismes puis les thermes connurent un nouvel essor au Moyen Âge afin de guérir les lépreux. Jusqu’à la Révolution, Neyrac n’est plus visité que pour sa mofette de gaz carbonique et les visiteurs se contenteront simplement de boire son eau.
Au milieu du XIXe siècle, des médecins ardéchois mais aussi ceux de la Haute-Loire voisine, firent des essais thérapeutiques avec les eaux et les boues de Neyrac-les-Bains. À l’issue de ces expériences, le gouvernement français autorisa la construction d’un établissement thermal et l’utilisation des sources à des fins médicales, jusqu’à la guerre franco-prussienne de 1870-1871.
Le site va ensuite décliner, en raison notamment de la concurrence avec Vals-les-Bains, station thermale située à moins de 25 km. Durant la Seconde guerre mondiale, un nouveau bâtiment dédié aux soins dermatologiques est construit. Le 8 juillet 1945 la station réouvre aux curistes. En 1983, la municipalité de Meyras pris la décision de réhabiliter la station thermale .

## Toponymie
Le nom de Neyrac fait référence à la présence d'eau. À l'instar du nom de la commune de Néris-les-Bains, il provient probablement du nom du dieu gaulois Nérios, divinité personnifiant la source thermale (latinisé en Nérius). Le site se dénommait Villa Neriacum au XIIe siècle.

## Fonctionnement et Indications thérapeutiques
Le limon thermal de la station, d'origine volcanique, est d'une teinte ocre rouille est associé à une argile très pure afin de créer de la boue thermale. Il est indiqué dans le cadre d'une cure à vocation dermatologique ou rhumatologique.
Le syndicat intercommunal pour le thermalisme et l'environnement (Sithere) qui gère ce site et deux autres sites identiques sur le département va engager après la fin de la saison 2023 une première tranche de travaux de rénovation. Les stations thermales de Neyrac-les-Bains, Vals-les-Bains et Saint-Laurent-les-Bains représentent 200 emplois directs, 9 millions de chiffre d'affaires et un total 9000 curistes. Après la fin des rénovations, l'objectif fixé par la direction est de pouvoir accueillir entre 5000 et 7000 curistes.

## Situation et accès
La station est située dans la vallée de l'Ardèche, au pied du volcan du Souilhol à environ 15 kilomètres de Vals-les-Bains. 
Elle est desservie par la route nationale 102, qui relie l'autoroute A75 à Lempdes-sur-Allagnon vers la RN 7 et l'A7, à Montélimar, en passant par l'agglomération du Puy-en-Velay.

## Sites et monuments remarquables

### Sites naturels

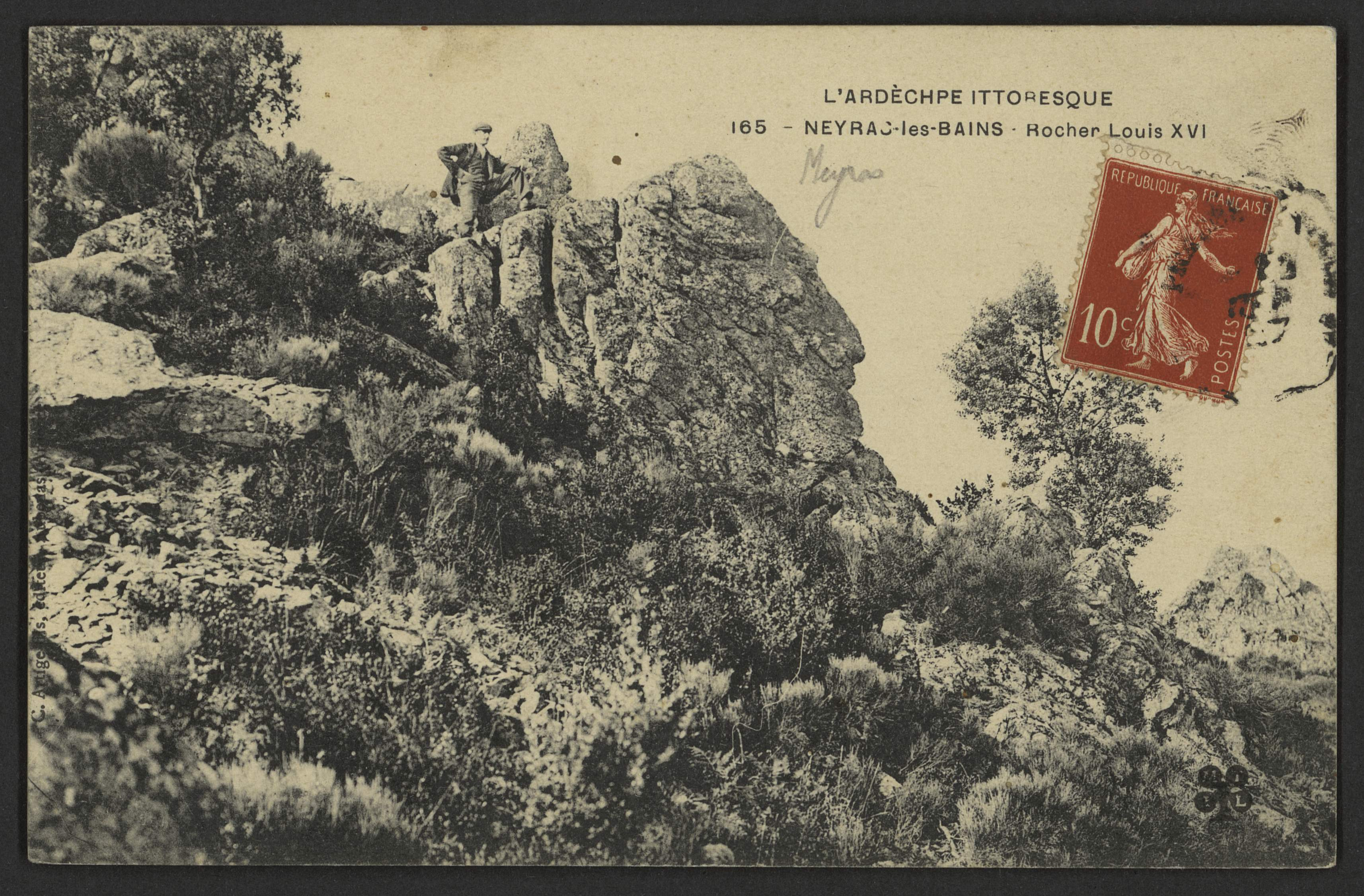
Rocher Louis XVI sur les pentes du volcan du Souilhol.

Neyrac-les-Bains est dominé par le volcan du Souilhol et son site du maar Doris qui abrite un cratère d'explosion issu d'un volcan phréatomagmatique appartenant à la série des derniers épisodes volcaniques du Bas-Vivarais. Le site présente également un autre phénomène assez rare en Europe; une mofette de gaz carbonique qui correspond à la remontée de gaz carbonique sans mélange avec de l’eau de surface. C'est ce phénomène géologique (à l'instar du lac Pavin ou du gour de Tazenat dans le Puy-de-Dôme) qui est à l'origine de l’implantation des thermes de Neyrac-les-Bains.
Le rocher Louis XVI est un rocher d'origine magmatique formé sur les pentes du volcan du Souilhol, constituant un phénomène de paréidolie qui évoque le profil de l'ancien roi de France. Ce lieu est évoqué dans un article du journal L'Illustration du 2 février 1907.

### Monuments
Le château de Ventadour est un château fort médiéval situé sur le territoire de la commune, à quelques kilomètres de la station thermale. Il existe un autre édifice de même nature, également situé près du bourg de Meyras, le château de Hautségur, en partie démoli durant les guerres de Religion et rebâti au XVIe siècle.